# Релігійна музика

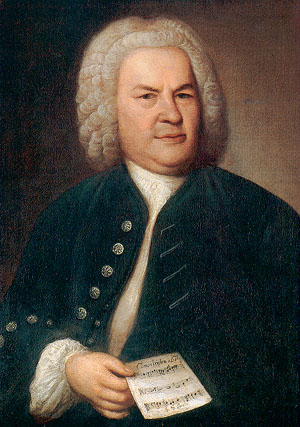
Йоганн Себастьян Бах — один із найвідоміших композиторів, які писали духовну музику

Релігійна музика (англ. Religious music) — спільна назва, що використовується на деяких міжнародних музичних платформах на позначення музичних творів, що пов'язані із релігійною практикою або тематикою. В українських джерелах зазвичай використовується термін "духовна музика", проте, переважно в контексті європейської християнської традиції. Натомість "Religions music" охоплює також  Іслам, Юдаїзм, Корейський шаманізм, що представляють різні музичні стилі та релігійні практики.

## Християнська духовна музика

### Жанри християнської духовної музики
Найбільш поширені жанри християнської духовної музики, католицької та протестантської, запозичені з музики церковної; це хорал, псалом, гімн (в тому числі Te Deum, Ave Maria), меса (в тому числі заупокійна — реквієм), секвенція і страсті (пасіони).

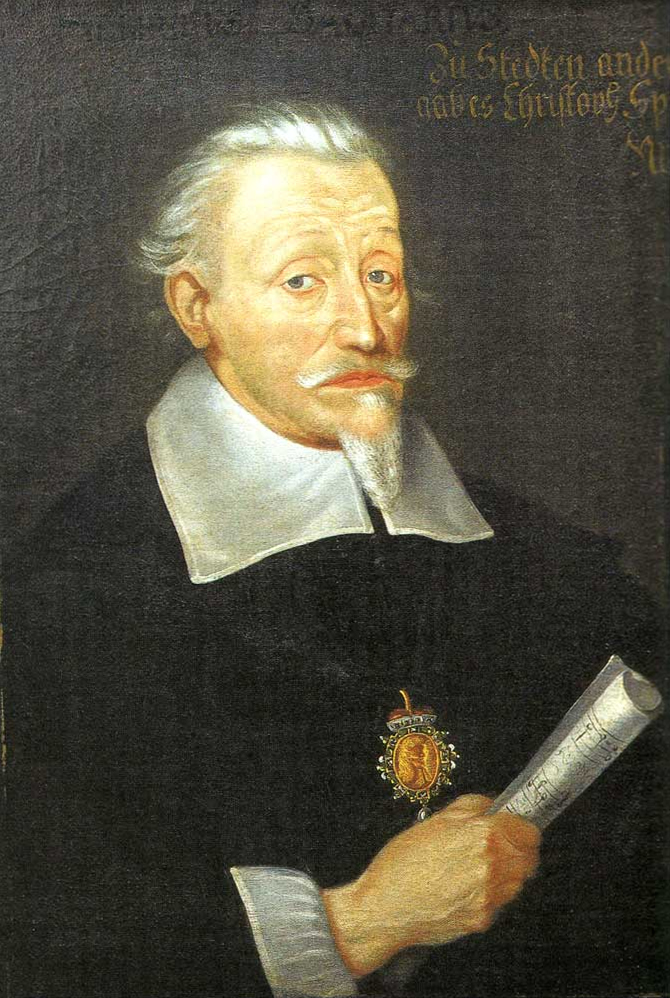
Генріх Шютц

Кожен з перелічених жанрів має власну історію, але загальним для всіх є те, що народжувалися вони в церкві і право складати твори духовного характеру — не тільки тексти, а й музичне їх оформлення — спочатку належало виключно служителям церкви (так, наприклад, авторство більшості пісень римської літургії середньовічна традиція приписувала папі Григорію I). В результаті відбору, переробки та уніфікації складалися канони. Існували й вільні форми, зокрема секвенція, дуже поширена в епоху Відродження; деякі секвенції згодом були канонізовані — наприклад, Dies Irae, складена францисканським ченцем Томмазо де Челано і стала основною частиною католицького реквієму, або Stabat Mater, складена іншим францисканцем, Якопоне да Тоді.
Згодом право музичного оформлення канонічних текстів надали й світським композиторам. Після Реформації широкого поширення набули духовні твори на неканонічні тексти — хорали, гімни (в тому числі і складені Мартіном Лютером), пізніше Страсті.
До них історично сходить і релігійна ораторія, що з'явилася в XVII столітті; будучи формою більш вільною, спочатку не пов'язаною з богослужінням, ораторія могла ґрунтуватися як на події Страсного тижня (наприклад, «Сім слів Христа на хресті» Генріха Шютца і «Сім слів Спасителя на хресті» Йозефа Гайдна), так і на інших розділах Євангелія («Різдвяна історія» (Weihnachtshistorie) Шютца, «Месія» Генделя, «Різдвяна ораторія» Йоганна Себастьяна Баха, «Дитинство Христа» Гектора Берліоза), а також на сюжетах зі Старого Заповіту, як, наприклад, ораторії Генделя «Саул», «Ізраїль в Єгипті», «Самсон» і «Юда Маккавей».
Починаючи з епохи Відродження світська культура впливала на традиційно церковні форми: розвиток симфонічних жанрів, з одного боку, і італійської опери — з іншого, перетворило і пристрасті, і меси (особливо заупокійні) та інші, не настільки великі форми, які, в свою чергу, еволюціонували в бік симфонізації, концертності і «оперності». Виконання духовних творів поступово перейшло в концертну практику, і вже у XVIII столітті, а десь і раніше багато творів створювалися спеціально для виконання в концертному залі або для придворного побуту, замовлялися для конкретного випадку, як, наприклад, коронаційні меси і реквієми.
Протягом усієї історії християнської церкви нарівні з церковною існувала і так звана паралітургійна духовна музика: твори релігійного характеру, що не відповідали церковним канонам. Що не знайшли собі застосування в богослужінні (а в інших випадках і свідомо для нього не призначені) пісні, як анонімні, так і авторські, іспано-португальські кантиги, французькі ноелі і кондукти та інші — мали часте використання в побуті; відкинуті Тридентським собором у XVI столітті секвенції вплинули на розвиток народної духовної пісні — німецьких Rufe і Leise, англійської carol, італійської лауди, а ті, в свою чергу, на розвиток духовної музики більших форм.

### Найбільш відомі твори

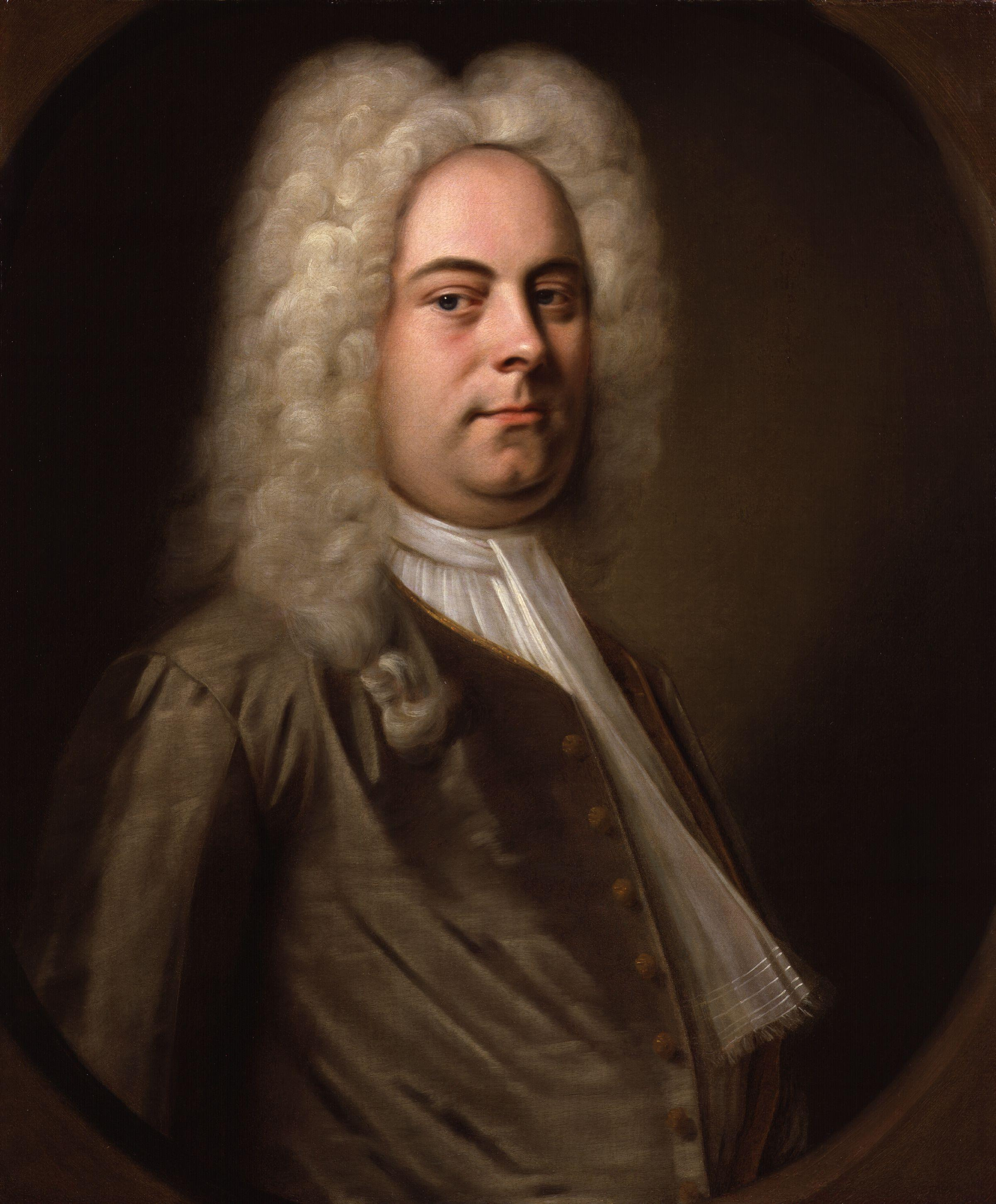
Георг Фрідріх Гендель

Псалми — музичні твори малої форми, засновані на тексті Псалтиря. Найдавніший жанр, оскільки співи та молитви на вірші Давида складалися в Юдеї ще у дохристиянські часи. У XVI столітті псалми набули поширення в професійній музиці, особливо «De profundis» — на текст 129-го псалма, який як спочатку в юдеїв, так пізніше і у католиків нерідко використовувався як похоронна молитва; відомі, зокрема, «De profundis» Яна Зеленки і Крістофа Глюка.
Мабуть, найбільш ранні з обробок, що дійшли до наших часів, належать Жоскену Депре. Псалми на латинські і нелатинські тексти, оригінальні або перероблені, писали Шютц («Псалми Давидові»), Бах, Гендель; в XIX столітті до них зверталися Шуберт, Мендельсон і Брамс. Писали псалми і композитори XX століття: Макс Регер, Арнольд Шенберг, Кшиштоф Пендерецький. Один із найвідоміших творів — Симфонія псалмів Ігоря Стравинського.
Меси — циклічні вокальні або вокально-інструментальні твори, що являють собою збори частин католицької літургії. У протестантській церкві були прийняті короткі меси, що складалися лише з двох перших частин католицького ординарія — Kyrie eleison і Gloria.
Перша авторська меса на повний текст ординарія була написана в середині XIV століття Гійомом де Машо — чотириголосна Messe de Notre Dame; найдавніші із мес, що дійшли до нас, належать композиторам епохи Відродження: Дюфаї, Окегему, Депре, Палестрині. У період з XVIII — початку XIX століть відбувалося поступове відділення меси як жанру від, власне, богослужіння; в концертну практику міцно увійшли меси Баха (перш за все, сі-мінорна), Моцарта, Шуберта, Урочиста меса Бетховена. Протягом XIX століття інтерес до жанру поступово згасав, і в XX столітті композитори зверталися до меси рідко; можна назвати месу Стравинського на канонічні тексти католицької літургії, в 5 частинах (1948), Месу Леонарда Бернстайна. У XX столітті продовжували писати кантати на окремі частини ординарія меси (наприклад, Gloria Франсіса Пуленка).
Існують і органні меси, в яких всі хорові частини замінюються органними композиціями (версет); твори цього жанру не містять текст релігійного характеру, але в тих випадках, коли композитор прагне до адекватності музичного ряду подразумеваемому словесному, органні меси також зараховують до духовної музики. Це в першу чергу відноситься до «Німецької органної меси» Баха.

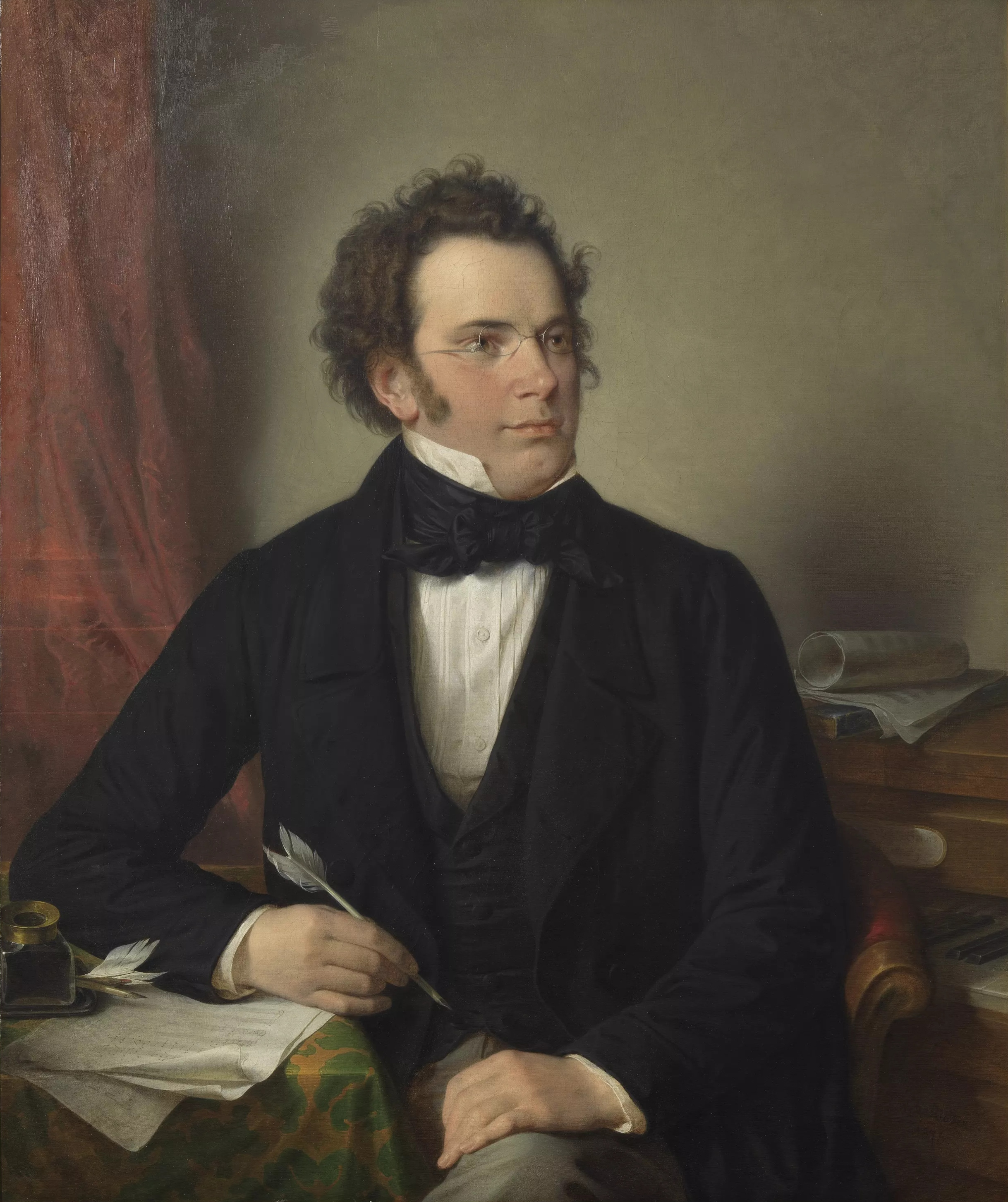
Франц Шуберт

Реквіємом спочатку називали виключно католицькі заупокійні меси. Першим твором цього жанру, написаним на канонічний латинський текст, вважається Реквієм Дюфаї, що не дійшов до нас; перший зберігся, твір a capella в поліфонічному стилі, який зберігся до наших днів, належить Йоханнес Окегем (XV століття). Проте вже у другій половині XVIII століття реквієми нерідко писали не для церкви, що в подальшому зробило можливим створення реквіємів на неканонічні тексти або з частковим використанням канонічного тексту.
В даний час найбільш виконуваними є написані на канонічний латинський текст Реквієми Моцарта і Верді. У концертний репертуар міцно увійшли також канонічні реквієми Керубіні (до-мінорний), Берліоза, Форе (на усічений текст) і неканонічні Німецький реквієм Брамса і Військовий реквієм Бріттена, в якому традиційний латинський текст поєднується з віршами англійського поета Вілфреда Оуена. Останнім часом завойовують визнання Реквієми Зеленки та фон Бібера.
Страсті — вокально-драматичні твори, присвячені подіям Страсного тижня, спочатку засновані на євангельських текстах; проте з початку XVIII століття для творів цього жанру все частіше використовувалися тексти, написані за мотивами Євангелій відомими поетами, в тому числі оперними лібретистами.
Саме поняття асоціюється в першу чергу зі знаменитими Страстями за Матвієм і за Іоанном Йоганна Себастьяна Баха. Останнім часом на концертній естраді часто звучать Страсті Господа нашого Ісуса Христа Антоніо Сальєрі. Найбільш ранні з відомих Страстей належать Якобу Обрехту (ймовірно, оскільки авторство його) і Орландо ді Лассо (XV—XVI ст.).
Жанр Страстей був вельми популярний до середини XVIII століття, вже в другій половині століття композитори зверталися до нього все рідше і рідше, потім він був надовго забутий, і лише в XX столітті інтерес до старовинної музики сприяв відродженню деяких жанрів, в тому числі Страстей; популярність придбали «Хоральні пристрасті» Хуго Дістлера, засновані на всіх чотирьох Євангеліях, і «Страсті за Лукою» К. Пендерецького (1966). До 250-річчя від дня смерті Баха «Пристрасті» за чотирьох Євангеліях — Луки, Марка, Матвія і Іоанна — були замовлені чотирьом композиторам зі різних країн, Софія Губайдуліна створила «Страсті за Іоанном», О. Голіхов «Страсті за Марком».
Stabat Mater — католицький спів (секвенція) на латинський текст Якопоне да Тоді.
З найбільш ранніх відомі твори Жоскена Депре, Палестріни і Орландо Лассо; найбільш виконувані в наш час — Stabat Mater Джоаккіно Россіні, з прекрасними вокальними партіями і в цілому така, що відповідає театральному стилю композитора, і більш аскетична Stabat Mater Джованні Перголезі. Відомі також твори Вівальді, Гайдна, Моцарта, Шуберта, Верді (цикл «Чотири духовні п'єси»); є Stabat Mater і у Сєрова. У XX столітті до Stabat Mater зверталися Кароль Шимановський, Франсіс Пуленк, Золтан Кодай, Кшиштоф Пендерецький, Арво Пярт.

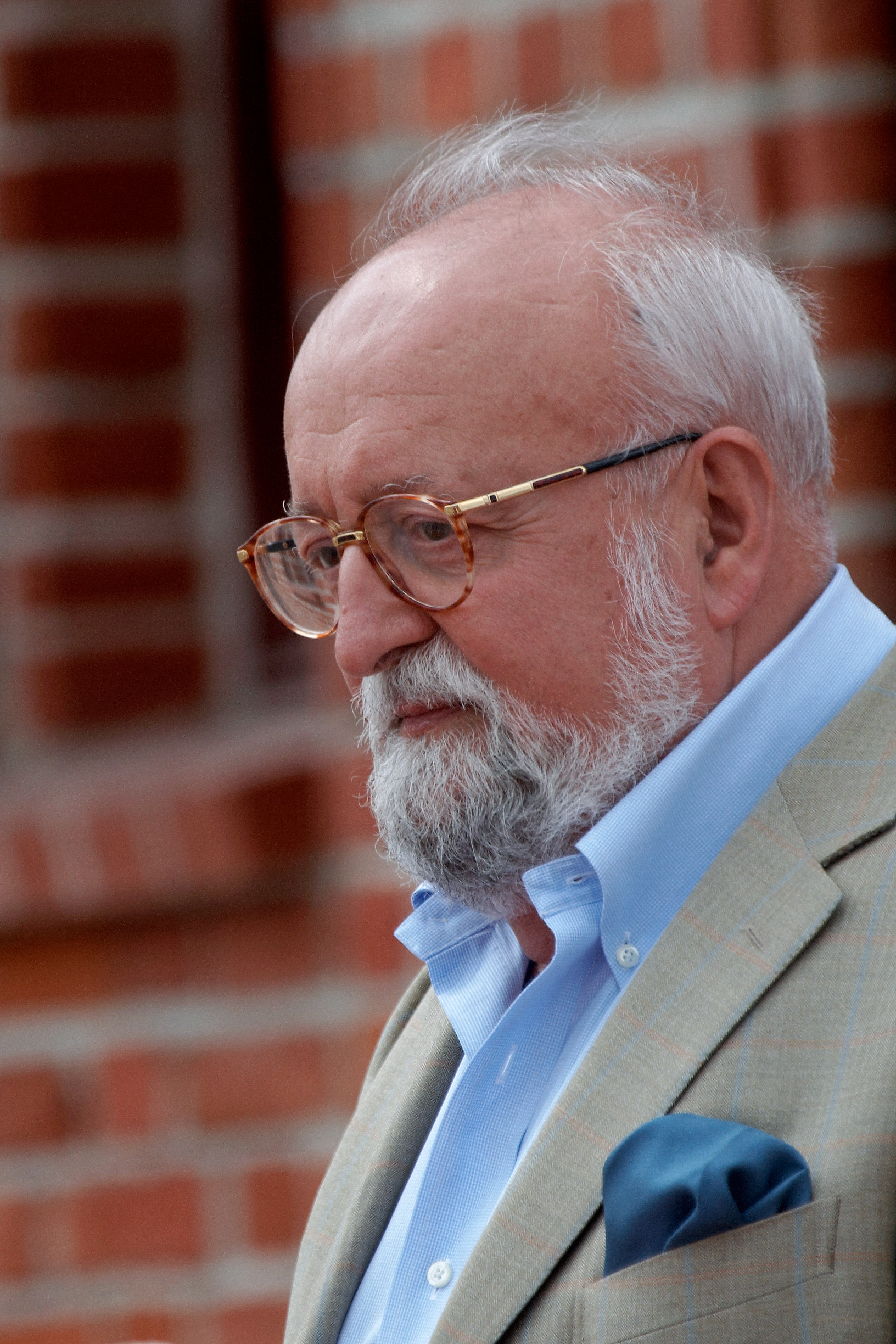
Кшиштоф Пендерецький

Te Deum — католицький подячний гімн на текст, написаний в наслідування псалмів; спочатку виконувався в рамках християнського богослужіння. Перший збережений зразок двоголосного Te Deum відноситься до кінця IX століття.
Відокремившись від культової обрядовості, з XVIII століття гімн частіше звучав під час придворних урочистостей, в тому числі коронаційних, для них писали свої гімни Гендель, Гайдн, Сальєрі, Моцарт. У XIX столітті Te Deum став твором концертного характеру, писався для великих виконавських складів — солістів і хору в супроводі оркестру або органу; такими є гімни Берліоза, Ліста, Верді, Брукнера і Дворжака.
У російському православному богослужінні аналогом католицького Te Deum є спів «Тебе, Бога, хвалимо» (його текст являє собою церковнослов'янський переклад латинського тексту Te Deum); відомі твори Веделя, Давидова, Римського-Корсакова, Архангельського.
Ave Maria — католицька молитва, звернена до Діви Марії. Найвідоміша належить Францу Шуберту (спочатку написана на неканонічний текст); серед часто виконуваних також Ave Maria Гуно (складена як мелодія в супроводі 1-й прелюдії «Добре темперованого клавіру» Й. С. Баха і спочатку написана також на неканонічний текст), Ave Maria, приписана Джуліо Каччіні (насправді цей популярний твір — містифікація ленінградського лютняра Володимира Вавілова). Найбільш рання з тих, що дійшли до нас, належить Жоскену Депре; відомі також гімни Якоба Аркадельта, Палестріні, Керубіні, Гуно (створена на основі прелюдії Баха), Мендельсона, Верді (цикл «Чотири духовні п'єси»), Ліста, Брукнера, Дворжака, Франческо Тості. До канонічного тексту гімну охоче звертаються і сучасні композитори, в тому числі Караманов, Енніо Морріконе, Лученок.

### Православна духовна музика

#### Духовний хоровий концерт
Сформувався в XVIII столітті на основі традицій партесного співу та західноєвропейського класицизму. Класичні твори в цьому жанрі створені українськими композиторами Андрієм Рачинським, Максимом Березовським, Дмитром Бортнянським, та Артемієм Веделем, згодом завдяки Д. Бортнянському та його послідовникам жанр  був поширений і на Росію. Ці твори, після падіння СРСР, стали вагомою частиною концертного репертуару українських хорових колективів. На відміну від більшості західноєвропейських духовних жанрів, хоровий концерт передбачав лише акапельне виконання. 

#### Всенічне бдіння
Основна стаття: Всеношна
Починаючи з XVIII століття композитори створювали на тексти Всенічного бдіння твори концертного характеру — «Всенічні», які могли виконуватися і поза богослужіннями; среде перших творів цього жанру - твори українських авторів A.Веделя і C. Дегтяревського. В другій половині XIX століття «Всенічні» писались як оригінальні хорові твори, частково засновані на древніх розспівах; зокрема в цьому жанрі працювали Архангельський, Гречанінов, Чесноков, П. Чайковський і С. Рахманінов.

#### Літургії
Літургія  виокремлюється як музичний жанр на рубежі XVI-XVII століть. У творчості М. Дилецького та його послідовників утверджуються найважливіші музично-драматургічні та композиційні влативості жанру
В класичну епоху (XVIII століття) до жанру літургії звертались М.Березовський, А.Ведель. У XIX столітті жанр літургії розвивався в творчості композлиторів Східної Галичини (М.Вербицький)., на Росії відомими стали "Літургії І.Златосустого" П. Чайковського та С. Рахманінова. На рубежі XIX-XX століть в контексті становлення Української автокефальної церкві М. Леонтович та К. Стеценко створюють перші літургії написані на українські тексти.  Після повалення СРСР літургія відроджується як концертний жанр у творчості Л. Дичко, В. Камінського, Є. Станковича та ін.   

## Спірічуелс
Спірічуелс (англ. spiritual — духовний) — духовні пісні афроамериканців, які можуть розглядатися як відгалуження християнської духовної музики, оскільки джерелом для них послужили духовні гімни, завезені до Америки європейцями, і тематику їх традиційно складають біблійні сюжети. Адаптовані до афроамериканської культури і умов повсякденного побуту афроамериканців, ці гімни перетворилися в оригінальний жанр: в спірічуелс риси американських пуританських гімнів поєднуються з характерними особливостями африканських виконавчих традицій. Для спірічуелс характерна питально-відповідна структура — діалог проповідника з прихожанами. Оформилися як жанр в кінці XIX століття, спірічуелс виконувалися хором, без інструментального супроводу і являли собою колективну імпровізацію; але з появою таких видатних виконавців, як Маріан Андерсон і Поль Робсон, перетворилися у переважно сольні пісні з інструментальним супроводом. Спірічуелс використовував Джордж Гершвін у своїй знаменитій опері «Поргі та Бесс». Найвідоміший спірічуел — «Go Down Moses».

## Юдейська духовна музика
Музика з найдавніших часів відігравала важливу роль у духовному житті юдеїв: в Старому Завіті згадується безліч музичних інструментів — ударних, духових і струнних (за підрахунками фахівців, в цілому 24). У храмовий ритуал музика, згідно з Біблією, була введена ще за царювання Давида; при храмі перебували та брали участь у службі великий хор і оркестр.
Основним жанром храмової музики був псалом, — як припускають, синкретичний музично-поетичний жанр. Зміст псалма обумовлювало і характер його виконання, і вибір інструментального супроводу. До початку нової ери склалися три способи виконання псалмів: сольний спів, респонсорний, тобто соло, супроводжуване хоровими репліками-«відповідями», і просто хоровий, без соліста. Хор, в свою чергу, міг ділитися на дві групи, які вели між собою діалог (антифон).
Після руйнування Храму в 70 році нашої ери почався розвиток синагогальної музики. У синагозі народився новий жанр — молитва, що замінила собою жертвопринесення, а пізніше псалмодія — спів, текст для якого черпали не у Псалтирі, а в інших книгах Старого Завіту, наприклад, у книгах Йова, Єремії і Приповістей Соломонових. На відміну від храмового, синагогальний спів протягом багатьох століть був виключно вокальним; спростилася і манера виконання: виробився особливий вид літургійного речитативу — з'єднання, власне, читання з мелодійною декламацією.
Вже у Середньовіччі отримав поширення ще один жанр — Піют; як і псалом, жанр музично-поетичний, найчастіше є гімном релігійного характеру. На рубежі VIII і IX століть в синагогах з'явилися професійні співаки — хазани (кантори). Хазани мали право інтерпретувати старовинні молитовні наспіви і створювати нові, поступово в них проявлялися риси мелодики в сучасному значенні цього слова.
Якщо спочатку юдейська культова музика вплинула на ранньохристиянський церковний спів, то у подальшому музика єврейських діаспор вбирала в себе елементи місцевих європейських культур; під їх впливом у побут єврейських громад поступово повертався інструментальний супровід співу. Так, скрипаль і композитор Саломон деї Россі, що жив у Мантуї на рубежі XVI і XVII століть, створював світську вокальну та інструментальну музику в поширених в той час в Італії жанрах (мадригали, канцонети та інші). В той же час він є автором синагогальних творів: 33-х хоралів (книга «Єврейські псалми і пісні») і збірника композицій «Га-ширім Ашер лі-Шломо» («Пісні Соломона»).
У XIX столітті представники реформістського напряму в юдаїзмі, прихильники залучення єврейського народу до цінностей європейської культури (в їх числі — Якоб Херц Бер, батько Джакомо Мейєрбера) встановлювали у синагогах органи і створювали органні обробки літургійних наспівів.
У Східній Європі, де єврейські громади вимушено жили більш замкнуто, в 30-х роках XVIII століття в Речі Посполитої зародився хасидизм, що поширився згодом на території Австро-Угорщини і Російської імперії. У культурі хасидів важливою частиною ритуалу став танець, що виконується під інструментальний супровід або спів. Музика і танці хасидів увібрали в себе елементи українського, польського, румунського і угорського фольклору, але разом з тим були мистецтвом глибоко національним.
У другій половині XIX століття вплив західноєвропейської музичної культури досяг і Східної Європи; в 1901 році в Одеській синагозі був встановлений орган, хазан Н. Блюменталь організував в Одесі першу хорову школу, в якій культивувався стиль бельканто, а в літургії використовував мелодії класичної німецької музики.

## Ісламська духовна музика
Ісламська духовна музика — це перш за все каввалі, виконання під музику суфійської поезії. Мистецтво каввалі зародилося в XIII столітті в Індії у результаті з'єднання перської поезії з індійською музикою. Спочатку воно використовувалося виключно у ритуальних цілях, і в даний час каввалі традиційно виконується на гробницях суфійських святих в Індії і Пакистані; але з деяких пір виконання каввалі перейшло і в концертну практику.
Зміст каввалі складають головним чином вихваляння — Аллаха, Мухаммеда та суфійських святих. Виконуються каввалі групами, в яких присутній соліст (він заспівує рядок, група підхоплює і повторює на різні голоси), за традицією — з нескладним інструментальним супроводом.